# Toots Hibbert
Frederick Nathaniel Hibbert, detto Toots (May Pen, 8 dicembre 1942 – Kingston, 11 settembre 2020) è stato un cantautore e chitarrista giamaicano.
Fu il leader del gruppo ska-reggae Toots & the Maytals.
Hibbert è morto nel settembre del 2020, vittima di complicazioni da COVID-19.